# 第32回全日本女子サッカー選手権大会
第32回全日本女子サッカー選手権大会（だい32かいぜんにほんじょしさっかーせんしゅけんたいかい）は、2010年12月5日から2011年1月1日にかけて行われた全日本女子サッカー選手権大会。日本女子サッカーリーグ（なでしこリーグ/チャレンジリーグ）の22チームを含む32チームが参加。今大会から全試合とも試合時間が90分（45分ハーフ）となった。
前回大会で優勝し、plenusなでしこリーグ2010となでしこリーグカップで優勝した日テレ・ベレーザが、常盤木学園高等学校（チャレンジリーグEAST）にPK戦で敗退。常盤木学園はその後、チャレンジリーグ、なでしこリーグのチームを次々と破って準々決勝に進出した藤枝順心高等学校（東海地域）との対戦に勝利し、大会史上初めて準決勝進出した高校チームとなったが、なでしこリーグ4位、リーグカップ3位のINAC神戸レオネッサに大差で敗れた。
また、なでしこリーグ、リーグカップとも3位の東京電力女子サッカー部マリーゼは準々決勝でアルビレックス新潟レディース（なでしこリーグ6位）に敗退。初めての準決勝進出となったアルビレックスだが、なでしこリーグ、リーグカップとも2位の浦和レッドダイヤモンズ・レディースに敗れた。
ともに初優勝を目指すチーム同士となった決勝戦では、レオネッサが前半7分に川澄奈穂美が先制も追加点をあげられず、後半23分にレッズ・レディースが堂園彩乃のゴールで追いつく。しかし共に追加点を決められず、規定により延長戦なしでPK戦の勝負に。レッズの先行で行われたが、両チーム共にサッカー日本女子代表（なでしこジャパン）メンバーに選ばれたことのあるゴールキーパーに対して、3人目までは共に2本ずつ外す展開に。そして4本目にレッズが外すと、その後は両チーム共にゴールを決め、ゴール数2-3でレオネッサがチーム初のタイトルとなる、全日本女子サッカー選手権の優勝を果たした。

## 概要
- 名称：第32回全日本女子サッカー選手権大会
- 主催：財団法人日本サッカー協会
- 主管：社団法人宮城県サッカー協会、財団法人福島県サッカー協会、財団法人埼玉県サッカー協会、財団法人東京都サッカー協会、一般財団法人静岡県サッカー協会、社団法人三重県サッカー協会、社団法人京都府サッカー協会、社団法人兵庫県サッカー協会、社団法人島根県サッカー協会、財団法人岡山県サッカー協会、財団法人広島県サッカー協会、社団法人 香川県サッカー協会
- 後援：朝日新聞社、日刊スポーツ新聞社
- 協賛：アディダスジャパン株式会社、株式会社プレナス、株式会社ミカサ
- 協力：西鉄旅行株式会社

## 成績
- 優勝：INAC神戸レオネッサ
- 準優勝：浦和レッドダイヤモンズ・レディース
- 第3位：アルビレックス新潟レディース、常盤木学園高等学校

## 出場チーム

### 日本女子サッカーリーグ
（plenusなでしこリーグ/チャレンジリーグ2010成績順）
なでしこリーグ
- 日テレ・ベレーザ
- 浦和レッドダイヤモンズ・レディース
- 東京電力女子サッカー部マリーゼ
- INAC神戸レオネッサ
- 岡山湯郷Belle
- アルビレックス新潟レディース
- ジェフユナイテッド市原・千葉レディース
- 福岡J・アンクラス
- ASエルフェン狭山FC
- 伊賀フットボールクラブくノ一

チャレンジリーグEAST
- 常盤木学園高等学校
- JFAアカデミー福島
- 日本体育大学女子サッカー部
- AC長野パルセイロ・レディース(←大原学園JaSRA女子サッカークラブ)
- ノルディーア北海道
- 清水第八プレアデス

チャレンジリーグWEST
- スペランツァF.C.高槻
- バニーズ京都SC
- 静岡産業大学磐田ボニータ
- アギラス神戸
- ジュ ブリーレ 鹿児島
- ルネサンス熊本フットボールクラブ

### 北海道地域
- 北海道文教大学明清高等学校 （北海道）

### 東北地域
- 聖和学園高等学校 （宮城県）

### 関東地域
- 武蔵丘短期大学シエンシア （埼玉県）
- 日テレ・メニーナ （東京都）

### 北信越地域
- 福井工業大学附属福井高等学校 （福井県）

### 東海地域
- 藤枝順心高等学校 （静岡県）

### 関西地域
- 大阪体育大学女子サッカー部 （大阪府）

### 中国地域
- 吉備国際大学女子サッカー部 （岡山県）

### 四国地域
- 愛媛女子短期大学 （愛媛県）

### 九州地域
- 神村学園高等部 （鹿児島県）

## 開催方式

### 試合規定
- 試合時間
  - 90分 （45分ハーフ）
- 規定時間内に決しない場合
  - 1回戦〜準決勝：20分（10分ハーフ）の延長戦→決しない場合はPK戦
  - 決勝戦：延長戦なしでPK戦
- 登録選手
  - 参加申込選手：30名 （うち外国籍選手は5名まで）
  - ベンチ入り：16名 （うち外国籍選手は3名まで）
  - 交代出場：3名
- 入場料 
  - 1回戦〜3回戦：無料
  - 準々決勝以降は有料、ただし決勝のみ第90回天皇杯決勝のチケット別途

### 試合会場
1回戦
- 藤枝総合運動公園サッカー場 （静岡県）
- 三重県営鈴鹿スポーツガーデン サッカー・ラグビー場メイングラウンド （三重県）
- 加古川運動公園陸上競技場 （兵庫県）
- 島根県立サッカー場 （島根県）

2回戦
- ユアテックスタジアム仙台 （宮城県）
- 京都市西京極総合運動公園陸上競技場兼球技場 （京都府）
- 神戸総合運動公園ユニバー記念競技場　（兵庫県）
- 香川県総合運動公園サッカー・ラグビー場　（香川県）

3回戦
- 宮城スタジアム （宮城県）
- Jヴィレッジスタジアム （福島県）
- 岡山県美作ラグビー・サッカー場 （岡山県）
- コカ・コーラウエスト広島スタジアム （広島県）

準々決勝
- Jヴィレッジスタジアム （福島県）
- 熊谷スポーツ文化公園陸上競技場 （埼玉県）

準決勝
- 国立西が丘サッカー場 （東京都）

決勝
- 国立霞ヶ丘競技場陸上競技場 （東京都）

## 結果

### 1回戦
| 2010年12月5日 10:00 |

| ジュ ブリーレ鹿児島 | 1 - 0          | 福井工業大学附属福井高等学校 |
| 直原愛 21分         | 公式記録 (PDF) |                              |

| 島根県立サッカー場 観客数: 107人 |

| 2010年12月5日 14:00 |

| AC長野パルセイロ・レディース  | 2 - 3          | 藤枝順心高等学校                                |
| 武内真希 16分 · 小林菜摘 75分 | 公式記録 (PDF) | 植村祥子 14分 · 高野紗希 51分 · 中村ゆしか 71分 |

| 藤枝総合運動公園サッカー場 観客数: 233人 |

| 2010年12月5日 11:00 |

| ルネサンス熊本フットボールクラブ | 0 - 3          | 日テレ・メニーナ                            |
|                                  | 公式記録 (PDF) | 田中美南 20分 · 鳥海由佳 42分 · 隅田凜 50分 |

| 島根県立サッカー場 観客数: 158人 |

| 2010年12月5日 11:00 |

| 聖和学園高等学校 | 1 - 2          | 静岡産業大学磐田ボニータ      |
| 伊藤朱里 11分    | 公式記録 (PDF) | 河原崎希 67分 · 寺田玲子 77分 |

| 藤枝総合運動公園サッカー場 観客数: 235人 |

| 2010年12月5日 11:00 |

| 日本体育大学                                          | 4 - 2 (延長)   | バニーズ京都SC   |
| 河合奈世 68分 · 久保田麻友 87分, 93分 · 吉村梨紗 95分 | 公式記録 (PDF) | 秋山涼 4分, 55分 |

| 三重県営鈴鹿スポーツガーデン 観客数: 150人 |

| 2010年12月5日 11:00 |

| 武蔵丘短期大学シエンシア      | 2 - 4          | スペランツァF.C.高槻                               |
| 萩原愛海 16分 · 三浦真澄 81分 | 公式記録 (PDF) | 重本祐佳 9分, 88分 · 相澤舞衣 49分 · 虎尾直美 55分 |

| 加古川運動公園陸上競技場 観客数: 92人 |

| 2010年12月5日 14:00 |

| 愛媛女子短期大学 | 0 - 6          | JFAアカデミー福島                                                             |
|                  | 公式記録 (PDF) | 成宮唯 10分 · 川島はるな 20分, 45+1分 · 小島ひかる 54分 · 増矢理花 88分, 90分 |

| 三重県営鈴鹿スポーツガーデン 観客数: 110人 |

| 2010年12月5日 14:00 |

| アギラス神戸 | 0 - 2          | 神村学園高等部      |
|              | 公式記録 (PDF) | 柴田華絵 14分, 76分 |

| 加古川運動公園陸上競技場 観客数: 87人 |

### 2回戦
| 2010年12月12日 14:00 |

| 常盤木学園高等学校                                            | 6 - 0          | ジュ ブリーレ鹿児島 |
| 松山智 25分, 42分 · 京川舞 51分, 83分, 87分 · 齊藤あかね 56分 | 公式記録 (PDF) |                     |

| ユアテックスタジアム仙台 観客数: 240人 |

| 2010年12月12日 11:00 |

| 藤枝順心高等学校 | 1 - 1 (延長)   | ASエルフェン狭山FC |
| 中村ゆしか 67分  | 公式記録 (PDF) | 田中桜 90+1分      |
|                  | PK戦           |                    |
|                  | 4 - 2          |                    |

| 香川県営サッカー・ラグビー場 観客数: 120人 |

| 2010年12月12日 11:00 |

| 大阪体育大学  | 1 - 2          | 日テレ・メニーナ              |
| 六車美紀 51分 | 公式記録 (PDF) | 鳥海由佳 65分 · 田中美南 78分 |

| 京都市西京極総合運動公園陸上競技場兼球技場 観客数: 215人 |

| 2010年12月12日 11:00 |

| 静岡産業大学磐田ボニータ      | 2 - 0          | ノルディーア北海道 |
| 左山桃子 32分 · 奥田美香 85分 | 公式記録 (PDF) |                    |

| ユアテックスタジアム仙台 観客数: 84人 |

| 2010年12月12日 14:00 |

| 北海道文教大学明清高等学校 | 0 - 1 (延長)   | 日本体育大学   |
|                            | 公式記録 (PDF) | 佐藤美波 105分 |

| 京都市西京極総合運動公園陸上競技場兼球技場 観客数: 108人 |

| 2010年12月12日 11:00 |

| スペランツァF.C.高槻          | 2 - 2 (延長)   | 吉備国際大学                  |
| 虎尾直美 12分 · 伊丹絵美 87分 | 公式記録 (PDF) | 中塚理加 41分 · 杉田亜未 59分 |
|                               | PK戦           |                               |
|                               | 4 - 5          |                               |

| 神戸総合運動公園ユニバー記念競技場 観客数: 125人 |

| 2010年12月12日 14:00 |

| 伊賀フットボールクラブくノ一 | 2 - 0          | JFAアカデミー福島 |
| 佐藤愛 32分, 81分            | 公式記録 (PDF) |                   |

| 香川県営サッカー・ラグビー場 観客数: 130人 |

| 2010年12月12日 14:00 |

| 神村学園高等部                                      | 4 - 3          | 清水第八プレアデス                            |
| 北野梨絵 38分 · 柴田華絵 47分, 77分 · 梅木絢 90+1分 | 公式記録 (PDF) | 松下紀美 16分 · 宮川朋子 24分 · 濵中沙希 38分 |

| 神戸総合運動公園ユニバー記念競技場 観客数: 168人 |

### 3回戦
| 2010年12月19日 14:00 |

| 日テレ・ベレーザ | 0 - 0 (延長)   | 常盤木学園高等学校 |
|                  | 公式記録 (PDF) |                    |
|                  | PK戦           |                    |
|                  | 4 - 5          |                    |

| 宮城スタジアム 観客数: 568人 |

| 2010年12月19日 11:00 |

| 藤枝順心高等学校   | 2 - 2 (延長)   | 福岡J・アンクラス             |
| 阪口萌乃 8分, 80分 | 公式記録 (PDF) | 神成美紀 44分 · 葛間理代 69分 |
|                    | PK戦           |                               |
|                    | 6 - 5          |                               |

| 岡山県美作ラグビー・サッカー場 観客数: 250人 |

| 2010年12月19日 14:00 |

| 岡山湯郷Belle                 | 2 - 1          | 日テレ・メニーナ |
| 武者宏美 35分 · 松岡実希 42分 | 公式記録 (PDF) | 籾木結花 43分    |

| 岡山県美作ラグビー・サッカー場 観客数: 561人 |

| 2010年12月19日 11:00 |

| 静岡産業大学磐田ボニータ | 0 - 6          | INAC神戸レオネッサ                                                                    |
|                          | 公式記録 (PDF) | 川澄奈穂美 25分 · 高瀬愛実 35分, 52分 · 中島依美 46分 · 櫨まどか 67分 · 坂井優紀 76分 |

| コカ・コーラウエスト広島スタジアム 観客数: 420人 |

| 2010年12月19日 14:00 |

| 東京電力女子サッカー部マリーゼ                                            | 5 - 0          | 日本体育大学 |
| 吉冨桃子 12分 · 宮本ともみ 64分 · 伊藤美菜子 68分, 83分 · 井手上麻子 83分 | 公式記録 (PDF) |              |

| Jヴィレッジ 観客数: 676人 |

| 2010年12月19日 11:00 |

| 吉備国際大学 | 0 - 4          | アルビレックス新潟レディース                                |
|              | 公式記録 (PDF) | 菅澤優衣香 33分, 80分 · 小原由梨愛 45+1分 · 斎藤友里 90+4分 |

| 宮城スタジアム 観客数: 294人 |

| 2010年12月19日 11:00 |

| ジェフユナイテッド市原・千葉 レディース | 2 - 1          | 伊賀フットボールクラブくノ一 |
| 細川元代 26分 · 丸山桂里奈 52分         | 公式記録 (PDF) | 堤早希 39分                  |

| Jヴィレッジ 観客数: 258人 |

| 2010年12月20日 11:00 |

| 神村学園高等部 | 0 - 6          | 浦和レッドダイヤモンズ・レディース                                                      |
|                | 公式記録 (PDF) | 荒川恵理子 25分 · 岩倉三恵 26分 · 北本綾子 50分 · 熊谷紗希 66分, 90+2分 · 吉良知夏 76分 |

| コカ・コーラウエスト広島スタジアム 観客数: 485人 |

### 準々決勝
| 2010年12月23日 11:00 |

| 常盤木学園高等学校          | 2 - 0          | 藤枝順心高等学校 |
| 京川舞 57分 · 児玉桂子 80分 | 公式記録 (PDF) |                  |

| Jヴィレッジ 観客数: 381人 |

| 2010年12月23日 11:00 |

| 岡山湯郷Belle                 | 2 - 3 (延長)   | INAC神戸レオネッサ                               |
| 中川理恵 62分 · 松岡実希 71分 | 公式記録 (PDF) | 高瀬愛実 31分 · 中島依美 44分 · 那須麻衣子 103分 |

| 熊谷スポーツ文化公園陸上競技場 観客数: 308人 |

| 2010年12月23日 14:00 |

| 東京電力女子サッカー部マリーゼ   | 2 - 3          | アルビレックス新潟レディース                          |
| 伊藤美菜子 3分 · 田原のぞみ 62分 | 公式記録 (PDF) | 上田絵未 41分 · 菅澤優衣香 53分 · 上尾野辺めぐみ 79分 |

| Jヴィレッジ 観客数: 847人 |

| 2010年12月23日 14:00 |

| ジェフユナイテッド市原・千葉 レディース | 0 - 1          | 浦和レッドダイヤモンズ・レディース |
|                                         | 公式記録 (PDF) | 堂園彩乃 16分                      |

| 熊谷スポーツ文化公園陸上競技場 観客数: 865人 |

### 準決勝
| 2010年12月26日 11:00 |

| 常盤木学園高等学校 | 0 - 5          | INAC神戸レオネッサ                                          |
|                    | 公式記録 (PDF) | 米津美和 49分, 75分 · 田中明日菜 66分, 81分 · 坂井優紀 74分 |

| 国立西が丘サッカー場 観客数: 1,224人 |

| 2010年12月26日 14:00 |

| アルビレックス新潟レディース | 1 - 3          | 浦和レッドダイヤモンズ・レディース            |
| 菅澤優衣香 74分              | 公式記録 (PDF) | 北本綾子 10分 · 堂園彩乃 27分 · 岩倉三恵 84分 |

| 国立西が丘サッカー場 観客数: 2,310人 |

### 決勝
| 2011年1月1日 10:30 |

| INAC神戸レオネッサ                               | 1 - 1          | 浦和レッドダイヤモンズ・レディース             |
| 川澄奈穂美 7分                                   | 公式記録 (PDF) | 堂園彩乃 68分                                  |
|                                                  | PK戦           |                                                |
| 那須麻衣子 甲斐潤子 中島依美 米津美和 川澄奈穂美 | 3 - 2          | 北本綾子 熊谷紗希 矢野喬子 荒川恵理子 柳田美幸 |

| 国立霞ヶ丘陸上競技場 観客数: 14,706人 |